# Czterdziestka
Czterdziestka – część wsi Sipiory w Polsce położona w województwie kujawsko-pomorskim, w powiecie nakielskim, w gminie Kcynia.
Z dniem 1.12.2009 Czterdziestka została wyodrębniona jako część wsi Sipiory.